# Nemoraea rubellana
Nemoraea rubellana là một loài ruồi trong họ Tachinidae.